# Денис Белята (филм)
„Денис Белята“ (на английски: Dennis the Menace) е американски филм от 1993 г. Режисиран е от Ник Касъл. Сценариста е Джон Хюз. Продуциран е от Джон Хюз и Ричард Уейн. В него участват Кристофър Лойд, Уолтър Матау, Мейсън Гембъл, Пол Уинфийлд, Джоун Плоурайт, Лиа Томпсън и др. Филмът излиза на екран на 25 юни 1993 г.